# Янг, Винсент
Винсент Янг (англ. Vincent Young; 6 июня 1964 года; Филадельфия, Пенсильвания) — американский актёр, получивший известность благодаря роли Ноа Хантера в популярном телесериале «Беверли-Хиллз, 90210».

## Биография
Актёр родился 6 июня 1964 году в городе Филадельфия, штат Пенсильвания, в семье Винсента и Мэри Янг, рос в городе Дэлран, штат Нью-Джерси. С детства хотел стать актёром, в юношестве много снимался в студенческих фильмах, а также картинах начинающих режиссёров. В старших классах играл в футбол и занимался реслингом. В середине 1990-х шесть месяцев прожил в Париже.

## Карьера
Учился в университете «Gloucester County College Sewell», бросил его и переехал в Нью-Йорк, где посещал курсы в студии Уилльяма Эспера на Манхэттэне. Затем переехал в Лос-Анджелес, где в 1994 получил первую роль в фильме «Современный роман» — картина вышла лишь в 1996, тогда же Янгу достаётся роль в сериале «Полицейские на велосипедах».
Мировую известность актёру принесла роль плейбоя-миллионера Ноа Хантера в сериале «Беверли-Хиллз, 90210», где актёр снимался с 1997 по 2000 года, с начала восьмого сезона и вплоть до закрытия шоу в десятом.
Также появился в гостевых ролях в нескольких известных сериалах — «C.S.I.: Место преступления Нью-Йорк», «Морская полиция: Спецотдел» и «Военно-Юридическая служба».

## Личная жизнь
У Янга был роман с партнёршей Тори Спеллинг, начавшийся во время съёмок сериала «Беверли-Хиллз, 90210» — молодые люди встречались с 1999 по 2001 года.
Сейчас проживает в Лос-Анджелесе со своим любимцем, поросёнком Маггио (англ. Maggio). Любит рисовать красками, футбольный фанат, занимается благотворительностью.

## Фильмография

### Кино
| Кино | Кино                                     | Кино                         | Кино       | Кино               |
| Год  | Название                                 | В оригинале                  | Роль       | Примечания         |
| ---- | ---------------------------------------- | ---------------------------- | ---------- | ------------------ |
| 2010 | Орлы в курятнике                         | Eagles In The Chicken Coop   | Бад Лангер | роль второго плана |
| 2009 | Голливудская история: Фильм для взрослых | Adult Film: A Hollywood Tale | Бад Лангер | эпизодическая роль |
| 2004 | Сендвич с ножкой                         | Knuckle Sandwich             | Рауль      | эпизодическая роль |
| 1995 | Современный роман                        | A Modern Affair              | Тони       | роль второго плана |

### Телевидение
| Телевидение | Телевидение                         | Телевидение          | Телевидение   | Телевидение |
| Год         | Название                            | В оригинале          | Роль          | Примечания  |
| ----------- | ----------------------------------- | -------------------- | ------------- | ----------- |
| 2006        | Морская полиция: Спецотдел          | NCIS                 | Микель Моуэр  | 1 эпизод    |
| 2006        | C.S.I.: Место преступления Нью-Йорк | CSI: NY              | Стюарт ДеКаро | 1 эпизод    |
| 2004        | Военно-юридическая служба           | JAG                  | Винс Долан    | 1 эпизод    |
| 1997—2000   | Беверли-Хиллз, 90210                | Beverly Hills, 90210 | Ноа Хантер    | 85 эпизодов |
| 1996        | Полицейские на велосипедах          | Pacific Blue         | Сэм           | 1 эпизод    |